# Jean Parker

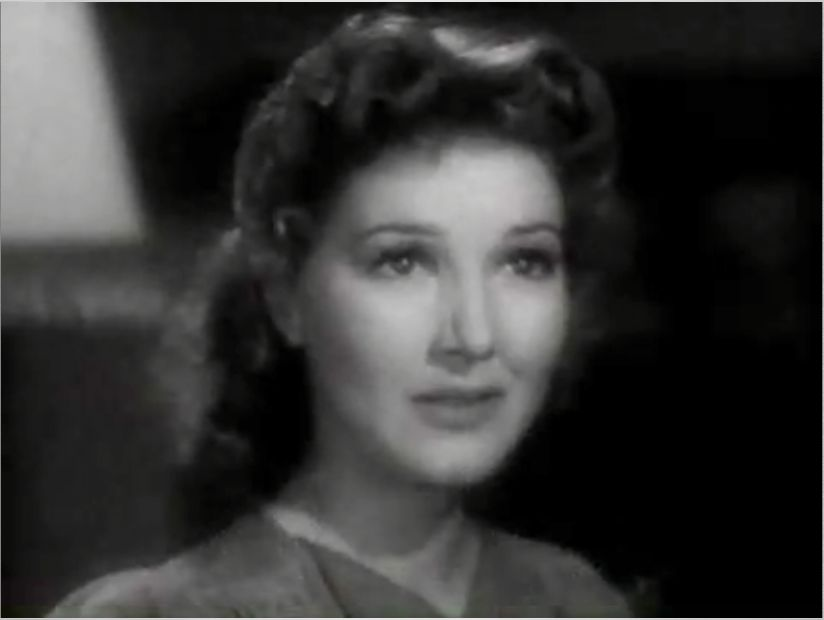
Jean Parker în Beyond Tomorrow

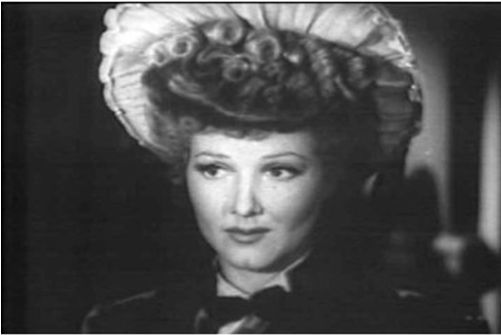
Jean Parker în

Jean Parker (n. 11 august 1915, Deer Lodge, Montana - d. 30 noiembrie 2005, Woodland Hills, Los Angeles, California) a fost o actriță americană.
A avut o carieră de succes la MGM, RKO și Columbia, interpretând roluri importante cum ar fi Beth în Cele patru fiice ale doctorului March (1933), a mai apărut în filmele Lady for a Day (1933) și Gabriel Over the White House (1933) (ambele regizate de Frank Capra), Sequoia, Limehouse Blues (cu George Raft și Anna May Wong); The Ghost Goes West (cu Robert Donat); Rasputin and the Empress, (cu familia Barrymore: John, Ethel și Lionel). În 1939, alături de Stan și Bran a jucat în filmul produs de RKO, The Flying Deuces.